# Estación de Vouvry
La estación de Vouvry es una estación ferroviaria de la comuna suiza de Vouvry, en el Cantón del Valais.

## Historia y situación
La estación de Vouvry fue inaugurada en el año 1859 con la puesta en servicio del tramo Le Bouveret - San Mauricio - Martigny, que pertenece el primer segmento a la línea del Tokin y el segundo, a la línea Lausana - Brig, más conocida como la línea del Simplon.
Se encuentra ubicada en el borde este del núcleo urbano de Vouvry. Cuenta con un único andén lateral al que accede una vía pasante.
En términos ferroviarios, la estación se sitúa en la línea Saint-Gingolph - San Mauricio. Sus dependencias ferroviarias colaterales son el apeadero de Les Evouettes hacia Saint-Gingolph, y el apeadero de Vionnaz en dirección San Mauricio.

## Servicios ferroviarios
Los servicios ferroviarios de la estación están prestados por SBB-CFF-FFS y por RegionAlps, empresa participada por los SBB-CFF-FFS y que opera servicios de trenes regionales en el Cantón del Valais:

### Regional
- R Saint-Gingolph - Monthey - San Mauricio - Sion - Brig. Efectúa parada en todas las estaciones y apeaderos del trayecto. Operado por RegionAlps.